# Aboriscus longipes
Aboriscus longipes is een hooiwagen uit de familie Assamiidae. De wetenschappelijke naam van Aboriscus longipes gaat  terug op Roewer.